# ماشین برداشت خرما

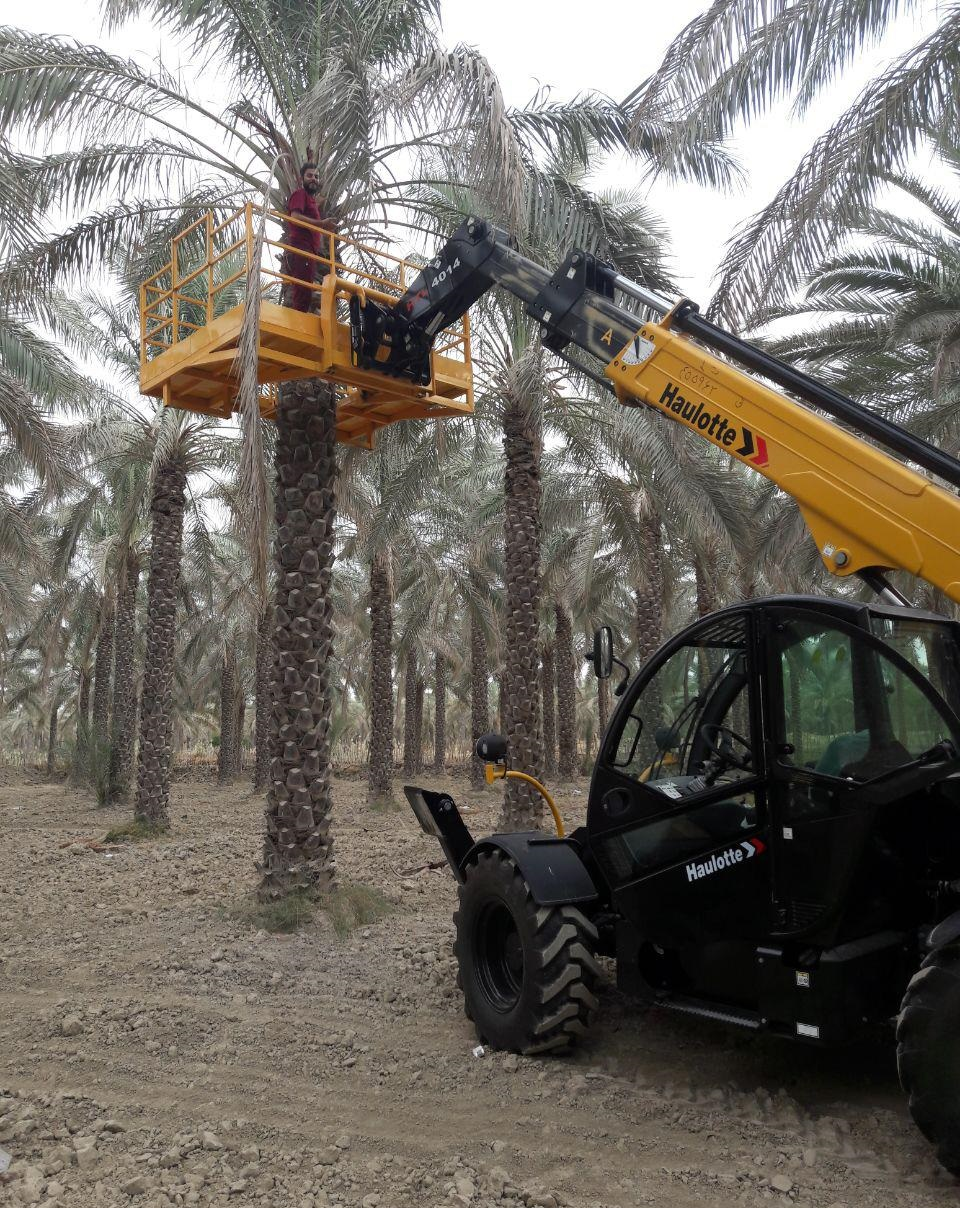

ماشینی است برای دسترسی فرد به ارتفاعات مختلف در درخت خرما برای برداشت محصول و کلیه عملیات کشاورزی بر روی درخت خرما که این عملیات شامل: هرس گرده افشانی سم پاشی و … می‌باشد. بالابر خرما با توجه به باغات خرمای کشور که عمدتاً غرق آبی می‌باشند باید قابلیت عبور از حوضچه‌های ایجاد شده برای این منظور دارا باشد. از سایر امکانات این ماشین باید به گونه ایی باشد که بتوان به راحتی دور نخل خرما با ایجاد سطح اتکا و پلتفرم مخصوص تردد کرد. این سبد باید به صورت U شکل باشد که کل تنه درخت را در اختیار گیرد. از سویی برداشت محصول خرما نیازمند حضور تعداد کشاورز و وزن محصول خرما این را اجتناب ناپذیر می‌نماید که ظرفیت سبد به نحوی باشد که بتواند در آن ارتفاع تحمل بار داخل آن را بنماید. باغات خرما معمولاً از مراکز روستایی دورتر بوده لذا تردد بین باغ و توقفگاه ماشین بالابر خرما بسیار حائز اهمیت می‌باشد.